# Teotitlán del Valle
Teotitlándel Valle là một đô thị thuộc bang Oaxaca, México. Năm 2005, dân số của đô thị này là 5601 người.